# 横須賀市立公郷小学校
横須賀市立公郷小学校（よこすかしりつ くごうしょうがっこう）とは、神奈川県横須賀市公郷町にある市立小学校。

## 沿革
- 1949年（昭和24年） - 横須賀市立山崎小学校、横須賀市立衣笠小学校、横須賀市立鶴久保小学校から分離、開校。
- 1969年（昭和44年） - 森崎団地に分校を設置。
- 1970年（昭和45年） - 分校が横須賀市立森崎小学校として独立。
- 2002年（平成14年）10月7日 - 突風被害により臨時休校[1]。この突風は竜巻と推測されている[2]。
- 2009年（平成21年） - 2学期制になる。

## 通学区域
2014年度は以下の通りである。
- 佐野町5丁目の内12番～26番、6丁目の内9番～33番
- 公郷町
- 小矢部1丁目10番～14番、3丁目の内16番～27番
- 根岸町3丁目（1番を除く）、4丁目、5丁目の内20番、21番、22番（1号～13号を除く）23番、26番～30番

また、三春町5丁目74～80番は山崎小学校の通学区域であるが、通うことができる。

## 進学先中学校
通学区域の全域が横須賀市立公郷中学校に進学する。
また、公立学校選択制により以下の学校も選択できる。
- 横須賀市立池上中学校
- 横須賀市立衣笠中学校
- 横須賀市立大矢部中学校
- 横須賀市立不入斗中学校
- 横須賀市立大津中学校
- 横須賀市立久里浜中学校

## 周辺施設
- 神奈川県立横須賀工業高等学校

## 交通
- 京浜急行バス
  - 公郷一丁目バス停より徒歩3分
  - 五郎橋バス停より徒歩5～8分
- 京浜急行電鉄 久里浜線 北久里浜駅より徒歩17分